# Vreni Schneider
Verena „Vreni” Schneider (ur. 26 listopada 1964 w Elm) – szwajcarska narciarka alpejska, pięciokrotna medalistka igrzysk olimpijskich, sześciokrotna medalistka mistrzostw świata oraz trzykrotna zdobywczyni Pucharu Świata. Jedna z najbardziej utytułowanych zawodniczek w historii tego sportu. Jedna z niewielu zawodniczek, która stawała na podium zawodów Pucharu Świata we wszystkich konkurencjach.

## Kariera
W zawodach Pucharu Świata Vreni Schneider zadebiutowała 11 grudnia 1983 roku w Val d’Isère, gdzie zajęła 28. miejsce slalomie gigancie. Pierwsze punkty wywalczyła nieco ponad rok później, 14 grudnia 1984 roku w Madonna di Campiglio, zajmując dziewiąte miejsce w slalomie. Już trzy dni później pierwszy raz stanęła na podium, 17 grudnia w Santa Caterina wygrywając giganta. W zawodach tych wyprzedziła Tamarę McKinney z USA i Marię Epple z RFN. W kolejnych startach jeszcze trzykrotnie stawała na podium: 4 stycznia w Mariborze była druga, 3 marca w Vail zajęła trzecie miejsce, a 17 marca 1985 roku w Waterville Valley zwyciężyła w gigancie. W klasyfikacji generalnej sezonu 1984/1985 była dziewiąta, a w klasyfikacji giganta zajęła trzecie miejsce, za swą rodaczką, Michelą Figini i Mariną Kiehl z RFN. Na przełomie stycznia i lutego 1985 roku wystartowała na mistrzostwach świata w Bormio, gdzie w gigancie uplasowała się na dwunastej pozycji.
Po raz pierwszy na podium klasyfikacji generalnej stanęła w sezonie 1985/1986. Na podium zawodów stawała siedem razy, w tym trzykrotnie zwyciężała: 6 stycznia w Mariborze, 19 stycznia w Oberstaufen i 20 marca 1986 roku w Waterville Valley była najlepsza w gigancie. Sezon ukończyła na trzecim miejscu, ulegając dwóm rodaczkom: Marii Walliser i Erice Hess. W gigancie zdobyła pierwszą w karierze Małą Kryształową Kulę, w klasyfikacji kombinacji była piąta, a w slalomie siódma. Jeszcze lepsze wyniki osiągnęła w kolejnym sezonie, w którym jedenastokrotnie plasowała się w najlepszej trójce. Odniosła przy tym sześć zwycięstw: 6 grudnia w Waterville Valley, 5 stycznia w Saalbach-Hinterglemm, 13 lutego w Megève i 22 marca w Sarajewie wygrywała giganty, a 17 grudnia w Courmayeur i 14 lutego 1987 roku w Saint-Gervais była najlepsza w slalomach. W efekcie w klasyfikacji generalnej była druga, 7 punktów za Walliser, drugie miejsce zajęła także w klasyfikacji kombinacji, a w gigancie zdobyła Małą Kryształową Kulę. Na początku 1987 roku wystąpiła także na mistrzostwach świata w Crans-Montana, gdzie zdobyła złoty medal w gigancie. Dwa dni wcześniej zajęła czwarte miejsce w supergigancie, przegrywając walkę o podium z Mateją Svet z Jugosławii o 0,25 sekundy. Czwarte miejsce zajęła również w kombinacji, tym razem w walce o brązowy medal lepsza okazała się Tamara McKinney.
Najważniejszym punktem sezonu 1987/1988 były igrzyska olimpijskie w Calgary. Starty rozpoczęła od kombinacji, w której zajmowała siódme miejsce po zjeździe. Slalomu do kombinacji jednak nie ukończyła i ostatecznie nie była klasyfikowana. Trzy dni później wystartowała w gigancie, w którym po pierwszym przejeździe była piąta, tracąc do prowadzącej Hiszpanki Blanki Fernández Ochoy 0,85 sekundy. W drugim przejeździe Szwajcarka uzyskała najlepszy czas i ostatecznie zwyciężyła, wyprzedzając Christę Kinshofer z RFN o 0,93 sekundy i Marię Walliser o 1,23 sekundy. Na tych samych igrzyskach wystartowała także w slalomie, wygrywając oba przejazdy, co dało jej drugi złoty medal. Pozostałe miejsca na podium zajęły: Mateja Svet ze stratą 1,68 sekundy i Christa Kinshofer ze stratą 1,71 sekundy. W zawodach pucharowych na podium znalazła się osiem razy, jednak tylko dwukrotnie zwyciężała: 5 stycznia w Tignes w gigancie i 24 stycznia w Bad Gastein w slalomie. Sezon zakończyła na piątym miejscu, w klasyfikacji slalomu była druga, a w gigancie trzecia.
Schneider zdominowała sezon 1988/1989, wygrywając 14 z 29 zawodów Pucharu Świata. Wygrała ty wszystkie slalomy: 16 grudnia w Altenmarkt, 20 grudnia w Courmayeur, 3 stycznia w Mariborze, 8 stycznia w Mellau, 15 stycznia w Grindelwald, 3 marca w Furano i 10 marca w Shiga Kōgen. Wygrała także sześć z siedmiu rozegranych gigantów: 28 listopada w Les Menuires, 18 grudnia w Valzoldana, 6 i 7 stycznia w Schwarzenbergu, 21 stycznia w Tignes i 8 marca w Shiga Kōgen oraz kombinację 16 grudnia w Altenmarkt. W klasyfikacji generalnej zwyciężyła z przewagą ponad 100 punktów nad Walliser i zdobyła pierwszą Kryształową Kulę. Ponadto zdobyła Małe Kryształowe Kule w klasyfikacjach slalomu i giganta, a w kombinacji była trzecia, za swą rodaczką Brigitte Oertli i Austriaczką Ulrike Maier. Rozgrywane w lutym 1989 roku mistrzostwa świata w Vail przyniosły jej trzy medale. Najpierw zdobyła srebro w kombinacji, osiągając jedenasty czas zjazdu i najlepszy czas slalomu. Na Podium rozdzieliła Tamarę McKinney i Brigitte Oertli. Drugie miejsce zajęła także w slalomie, ustępując tylko Matei Svet. Następnie zajęła 26. miejsce w supergigancie, jednak na zakończenie zwyciężyła w gigancie, wyprzedzając Francuzkę Carole Merle i Mateję Svet. W kolejnym sezonie odniosła pięć zwycięstw: 25 listopada w Park City, 6 stycznia w Piancavallo, 9 stycznia w Hinterstoder, 21 stycznia w Mariborze i 18 marca w Åre była najlepsza w slalomach. Nie wystarczyło to jednak na podium klasyfikacji generalnej PŚ, Szwajcarka zajęła tym razem szóste miejsce. Wywalczyła za to drugie z rzędu zwycięstwo w klasyfikacji slalomu.
Kolejne medale zdobyła podczas mistrzostw świata w Saalbach-Hinterglemm w 1991 roku. W kombinacji zdobyła brązowy medal, uzyskując 24. czas zjazdu i najlepszy czas slalomu. W konkurencji tej lepsze okazały się tylko Chantal Bournissen ze Szwajcarii i Austriaczka Ingrid Stöckl. Następnie zwyciężyła w slalomie, wyprzedzając Jugosłowiankę Natašę Bokal o 0,16 sekundy i Austriaczkę Ingrid Salvenmoser o 0,66 sekundy. Wystartowała również w gigancie, zajęła jednak siódmą pozycję. W zawodach pucharowych osiem razy plasowała się na podium, w tym trzy razy zwyciężała: 11 stycznia w Kranjskiej Gorze w gigancie, 11 marca w Lake Louise w slalomie oraz 17 marca w Vail, ponownie w gigancie. W klasyfikacji generalnej zajęła trzecie miejsce za Austriaczkami: Petrą Kronberger i Sabine Ginther, a w klasyfikacji giganta wywalczyła kolejną Małą Kryształową Kulę. Podobne wyniki osiągnęła w sezonie 1991/1992, w którym na podium stanęła dziewięć razy. Pięć razy stawała na najwyższym stopniu podium: 30 listopada w Lech, 18 stycznia w Mariborze i 29 lutego w Narwiku w slalomie, a 8 grudnia w Santa Caterina i 5 stycznia w Oberstaufen w gigancie. W klasyfikacji generalnej była tym razem czwarta, zwyciężyła za to w klasyfikacji slalomu, a w gigancie była druga za Carole Merle. W lutym 1992 roku wzięła udział w igrzyskach olimpijskich w Albertville, jednak nie zdobyła medali. W slalomie po pierwszym przejeździe zajmowała piąte miejsce, tracąc do prowadzącej Julie Parisien z USA 0,44 sekundy. W drugim przejeździe osiągnęła dziesiąty czas, co dało jej siódmy łączny wynik. Wystartowała także w gigancie, jednak nie ukończyła pierwszego przejazdu.
Bez medalu Schneider wróciła również z mistrzostw świata w Morioce w 1993 roku. Wystartowała tam tylko w slalomie, jednak nie ukończyła rywalizacji i nie była klasyfikowana. W Pucharze Świata na podium stawała sześć razy, z czego cztery razy wygrywała: 6 stycznia w Mariborze, 17 stycznia w Cortina d’Ampezzo, 19 marca w Vemdalen i 8 marca w Åre była najlepsza w slalomie. W klasyfikacji generalnej była szósta, a w klasyfikacji slalomu odniosła kolejne zwycięstwo.
Przez dwa kolejne sezony wygrywała w klasyfikacji generalnej. W tym czasie 27 razy stawała na podium, odnosząc łącznie jedenaście zwycięstw, wszystkie w slalomie: 28 listopada Santa Caterina i 19 grudnia 1993 roku w St. Anton am Arlberg, 9 stycznia w Altenmarkt, 23 stycznia w Mariborze, 5 lutego w Sierra Nevada, 10 marca w Mammoth Mountain, 20 marca w Vail, 27 listopada w Park City i 18 grudnia 1994 roku w Sestriere, 26 lutego w Mariborze i 19 marca 1995 roku w Bormio. W sezonie 1994/1995 wygrała także klasyfikacje giganta i slalomu, a rok wcześniej wygrała w slalomie, a w gigancie była druga za Austriaczką Anitą Wachter. W lutym 1994 roku brała udział w igrzyskach olimpijskich w Lillehammer, gdzie w czterech startach wywalczyła trzy medale. Najpierw wystartowała w zjeździe, zajmując 33. miejsce. Następnie zdobyła srebrny medal w kombinacji, rozdzielając Szwedkę Pernillę Wiberg i Alenkę Dovžan ze Słowenii. Do zwycięstwa Schneider zabrakło 0,13 sekundy. Trzy dni później wywalczyła brązowy medal w gigancie, plasując się 2 sekundy za Włoszką Deborą Compagnoni i 0,78 sekundy za Niemką Martiną Ertl. W swoim ostatnim starcie wzięła udział w slalomie, w którym po pierwszym przejeździe była piąta, tracąc 0,68 sekundy do Słowenki, Katji Koren. W drugim przejeździe była najlepsza i ostatecznie zwyciężyła, z przewagą 0,34 sekundy nad Austriaczką Elfi Eder i 0,60 sekundy nad Katją Koren. Tym samym została pierwszą narciarką alpejską, która zdobyła trzy złote medale i pierwszą, która zdobyła w sumie pięć medali olimpijskich. W marcu 1995 roku zakończyła karierę.
Vreni Schneider odniosła łącznie 55 zwycięstw w zawodach Pucharu Świata i zajmuje trzecie miejsce na liście wszech czasów. Ponadto Schneider zajmuje czwarte miejsce w klasyfikacji wszech czasów pod względem miejsc na podium (101). Jest także rekordzistką pod względem zwycięstw w klasyfikacjach końcowych giganta (4) i slalomu (6). W sezonie 1988/1989 odniosła łącznie 14 zwycięstw, co do chwili obecnej pozostaje rekordem. Ponadto ustanowiła rekord zdobytych punktów w jednym sezonie z wynikiem 1656 pkt. Wynik ten został pobity przez Pernillę Wiberg w sezonie 1996/1997.
Schneider wielokrotnie zdobywała medale mistrzostw Szwajcarii, w tym dziewięć złotych: w gigancie w latach 1987, 1989, 1991 i 1994 oraz slalomie w latach 1988, 1989, 1993, 1994 i 1995. W latach 1988, 1989, 1991, 1994 i 1995 otrzymywała tytuł najlepszej sportsmenki Szwajcarii. W latach 1994–1995 otrzymywała nagrodę Skieur d’Or, przyznawaną przez Międzynarodowe Stowarzyszenie Dziennikarzy Narciarskich. W 1994 roku otrzymała także tytuł sportsmenki roku na świecie oraz szwajcarskiej sportsmenki stulecia.
Jest mężatką, ma dwoje dzieci. Obecnie prowadzi szkołę narciarską w Elm w kantonie Glarus.

## Osiągnięcia

### Igrzyska olimpijskie
| Miejsce | Dzień     | Rok  | Miejscowość | Konkurencja | Czas biegu | Strata | Zwyciężczyni       |
| ------- | --------- | ---- | ----------- | ----------- | ---------- | ------ | ------------------ |
| DNF     | 21 lutego | 1988 | Calgary     | Kombinacja  | 29,25 pkt  | -      | Anita Wachter      |
| 1.      | 24 lutego | 1988 | Calgary     | Gigant      | 2:06,49    | -      | -                  |
| 1.      | 26 lutego | 1988 | Calgary     | Slalom      | 1:36,69    | -      | -                  |
| DNF     | 19 lutego | 1992 | Albertville | Gigant      | 2:12,74    | -      | Pernilla Wiberg    |
| 7.      | 20 lutego | 1992 | Albertville | Slalom      | 1:32,68    | +1,28  | Petra Kronberger   |
| 33.     | 19 lutego | 1994 | Lillehammer | Zjazd       | 1:35,93    | +3,42  | Katja Seizinger    |
| 2.      | 21 lutego | 1994 | Lillehammer | Kombinacja  | 3:05,16    | +0,13  | Pernilla Wiberg    |
| 3.      | 24 lutego | 1994 | Lillehammer | Gigant      | 2:30,97    | +2,00  | Deborah Compagnoni |
| 1.      | 26 lutego | 1994 | Lillehammer | Slalom      | 1:56,01    | -      | -                  |

### Mistrzostwa świata
| Miejsce | Dzień       | Rok  | Miejscowość   | Konkurencja | Czas biegu | Strata     | Zwyciężczyni       |
| ------- | ----------- | ---- | ------------- | ----------- | ---------- | ---------- | ------------------ |
| 12.     | 6 lutego    | 1985 | Bormio        | Gigant      | 2:18,53    | +2,29      | Diann Roffe        |
| DNF1    | 9 lutego    | 1985 | Bormio        | Slalom      | 1:29,58    | -          | Perrine Pelen      |
| 4.      | 30 stycznia | 1987 | Crans-Montana | Kombinacja  | 15,32 pkt  | +21,17 pkt | Erika Hess         |
| 4.      | 3 lutego    | 1987 | Crans-Montana | Supergigant | 1:19,17    | +1,08      | Maria Walliser     |
| 1.      | 5 lutego    | 1987 | Crans-Montana | Gigant      | 2:21,22    | -          | -                  |
| DNF1    | 7 lutego    | 1987 | Crans-Montana | Slalom      | 1:33,30    | -          | Erika Hess         |
| 2.      | 2 lutego    | 1989 | Vail          | Kombinacja  | 5,65 pkt   | +20,98 pkt | Tamara McKinney    |
| 2.      | 7 lutego    | 1989 | Vail          | Slalom      | 1:30,88    | +0,61      | Mateja Svet        |
| 26.     | 8 lutego    | 1989 | Vail          | Supergigant | 1:19,46    | +3,04      | Ulrike Maier       |
| 1.      | 11 lutego   | 1989 | Vail          | Gigant      | 2:29,37    | -          | -                  |
| 3.      | 31 stycznia | 1991 | Saalbach      | Kombinacja  | 26,45 pkt  | +15,68 pkt | Chantal Bournissen |
| 1.      | 1 lutego    | 1991 | Saalbach      | Slalom      | 1:25,90    | -          | -                  |
| 7.      | 2 lutego    | 1991 | Saalbach      | Gigant      | 2:07,45    | +1,25      | Pernilla Wiberg    |
| DNF1    | 9 lutego    | 1993 | Morioka       | Slalom      | 1:27,66    | -          | Karin Buder        |
| DNF1    | 10 lutego   | 1993 | Morioka       | Gigant      | 2:17,59    | -          | Carole Merle       |

### Puchar Świata

#### Miejsca w klasyfikacji generalnej
- sezon 1984/1985: 9.
- sezon 1985/1986: 3.
- sezon 1986/1987: 2.
- sezon 1987/1988: 5.
- sezon 1988/1989: 1.
- sezon 1989/1990: 6.
- sezon 1990/1991: 3.
- sezon 1991/1992: 4.
- sezon 1992/1993: 6.
- sezon 1993/1994: 1.
- sezon 1994/1995: 1.

#### Zwycięstwa w zawodach Pucharu Świata
1. Santa Caterina – 17 grudnia 1984 (gigant)
2. Waterville Valley – 17 marca 1985 (gigant)
3. Maribor – 6 stycznia 1986 (gigant)
4. Oberstaufen – 19 stycznia 1986 (gigant)
5. Waterville Valley – 20 marca 1986 (gigant)
6. Waterville Valley – 6 grudnia 1986 (gigant)
7. Courmayeur – 17 grudnia 1986 (slalom)
8. Saalbach – 5 stycznia 1987 (gigant)
9. Megève – 13 lutego 1987 (gigant)
10. Saint-Gervais – 14 lutego 1987 (slalom)
11. Sarajewo – 22 marca 1987 (gigant)
12. Tignes – 5 stycznia 1988 (gigant)
13. Bad Gastein – 24 stycznia 1988 (slalom)
14. Les Menuires – 28 listopada 1988 (gigant)
15. Altenmarkt – 16 grudnia 1988 (slalom)
16. Altenmarkt – 16 grudnia 1988 (kombinacja)
17. Valzoldana – 18 grudnia 1988 (gigant)
18. Courmayeur – 20 grudnia 1988 (slalom)
19. Maribor – 3 stycznia 1989 (slalom)
20. Schwarzenberg – 6 stycznia 1989 (gigant)
21. Schwarzenberg – 7 stycznia 1989 (gigant)
22. Mellau – 8 stycznia 1989 (slalom)
23. Grindelwald – 15 stycznia 1989 (slalom)
24. Tignes – 21 stycznia 1989 (gigant)
25. Furano – 3 marca 1989 (slalom)
26. Shiga Kōgen – 8 marca 1989 (gigant)
27. Shiga Kōgen – 10 marca 1989 (slalom)
28. Park City – 25 listopada 1989 (slalom)
29. Piancavallo – 6 stycznia 1990 (slalom)
30. Hinterstoder – 9 stycznia 1990 (slalom)
31. Maribor – 21 stycznia 1990 (slalom)
32. Åre – 18 marca 1990 (slalom)
33. Kranjska Gora – 11 stycznia 1991 (gigant)
34. Lake Louise – 11 marca 1991 (slalom)
35. Vail – 17 marca 1991 (gigant)
36. Lech – 30 listopada 1991 (slalom)
37. Santa Caterina – 8 grudnia 1991 (gigant)
38. Oberstaufen – 5 stycznia 1992 (gigant)
39. Maribor – 18 stycznia 1992 (slalom)
40. Narwik – 29 lutego 1992 (slalom)
41. Maribor – 6 stycznia 1993 (slalom)
42. Cortina d’Ampezzo – 17 stycznia 1993 (slalom)
43. Vemdalen – 19 marca 1993 (slalom)
44. Åre – 28 marca 1993 (slalom)
45. Santa Caterina – 28 listopada 1993 (slalom)
46. St. Anton am Arlberg – 19 grudnia 1993 (slalom)
47. Altenmarkt – 9 stycznia 1994 (slalom)
48. Maribor – 23 stycznia 1994 (slalom)
49. Sierra Nevada – 5 lutego 1994 (slalom)
50. Mammoth Mountain – 10 marca 1994 (slalom)
51. Vail – 20 marca 1994 (slalom)
52. Park City – 27 listopada 1994 (slalom)
53. Sestriere – 18 grudnia 1994 (slalom)
54. Maribor – 26 lutego 1995 (slalom)
55. Bormio – 19 marca 1995 (slalom)

#### Pozostałe miejsca na podium
1. Maribor – 4 stycznia 1985 (gigant) – 2. miejsce
2. Vail – 3 marca 1985 (gigant) – 3. miejsce
3. Bad Gastein – 12 stycznia 1986 (slalom) – 3. miejsce
4. Puy St. Vincent – 17 stycznia 1986 (supergigant) – 3. miejsce
5. Oberstaufen – 20 stycznia 1986 (gigant) – 2. miejsce
6. Bromont – 22 marca 1986 (gigant) – 3. miejsce
7. Park City – 29 listopada 1986 (gigant) – 3. miejsce
8. Val d’Isère – 14 grudnia 1986 (supergigant) – 3. miejsce
9. Maribor – 4 stycznia 1987 (slalom) – 2. miejsce
10. Mellau – 11 stycznia 1987 (kombinacja) – 2. miejsce
11. Bischofswiesen – 18 stycznia 1987 (gigant) – 2. miejsce
12. Sestriere – 26 listopada 1987 (slalom) – 3. miejsce
13. Piancavallo – 20 grudnia 1987 (gigant) – 2. miejsce
14. Saas-Fee – 18 stycznia 1988 (slalom) – 2. miejsce
15. Bad Gastein – 24 stycznia 1988 (kombinacja) – 2. miejsce
16. Kranjska Gora – 30 stycznia 1988 (gigant) – 2. miejsce
17. Kranjska Gora – 31 stycznia 1988 (slalom) – 2. miejsce
18. Furano – 4 marca 1989 (gigant) – 3. miejsce
19. Vail – 3 grudnia 1989 (gigant) – 3. miejsce
20. Valzoldana – 1 grudnia 1990 (gigant) – 2. miejsce
21. Morzine – 22 grudnia 1990 (slalom) – 3. miejsce
22. Zwiesel – 10 lutego 1991 (gigant) – 3. miejsce
23. Lake Louise – 10 marca 1991 (gigant) – 2. miejsce
24. Waterville Valley – 20 marca 1991 (slalom) – 2. miejsce
25. Lech – 1 grudnia 1991 (slalom) – 2. miejsce
26. Hinterstoder – 14 stycznia 1992 (slalom) – 2. miejsce
27. Hinterstoder – 15 stycznia 1992 (gigant) – 3. miejsce
28. Piancavallo – 20 stycznia 1992 (gigant) – 2. miejsce
29. Park City – 28 listopada 1992 (gigant) – 3. miejsce
30. Maribor – 5 stycznia 1993 (gigant) – 3. miejsce
31. Santa Caterina – 26 listopada 1993 (gigant) – 2. miejsce
32. Veysonnaz – 11 grudnia 1993 (gigant) – 3. miejsce
33. Morzine – 6 stycznia 1994 (slalom) – 2. miejsce
34. Maribor – 21 stycznia 1994 (gigant) – 2. miejsce
35. Maribor – 22 stycznia 1994 (slalom) – 2. miejsce
36. Sierra Nevada – 5 lutego 1994 (kombinacja) – 2. miejsce
37. Vail – 16 marca 1994 (zjazd) – 3. miejsce
38. Vail – 19 marca 1994 (gigant) – 2. miejsce
39. Park City – 26 listopada 1994 (gigant) – 3. miejsce
40. Vail – 4 grudnia 1994 (gigant) – 2. miejsce
41. Méribel – 30 grudnia 1994 (slalom) – 2. miejsce
42. Haus – 8 stycznia 1995 (gigant) – 3. miejsce
43. Cortina d’Ampezzo – 23 stycznia 1995 (gigant) – 2. miejsce
44. Åre – 18 lutego 1995 (gigant) – 2. miejsce
45. Lenzerheide – 12 marca 1995 (slalom) – 2. miejsce
46. Lenzerheide – 12 marca 1995 (kombinacja) – 2. miejsce

#### Statystyka miejsc na podium
| Sezon     | 1. miejsce | 2. miejsce | 3. miejsce | Razem |
| 1984/1985 | 2          | 1          | 1          | 4     |
| 1985/1986 | 3          | 1          | 3          | 7     |
| 1986/1987 | 6          | 3          | 2          | 11    |
| 1987/1988 | 2          | 5          | 1          | 8     |
| 1988/1989 | 14         | -          | 1          | 15    |
| 1989/1990 | 5          | -          | 1          | 6     |
| 1990/1991 | 3          | 3          | 2          | 8     |
| 1991/1992 | 5          | 3          | 1          | 9     |
| 1992/1993 | 4          | -          | 2          | 6     |
| 1993/1994 | 7          | 6          | 2          | 15    |
| 1994/1995 | 4          | 6          | 2          | 12    |
| suma      | 55         | 28         | 18         | 101   |